# Biały Irys
Biały Irys (fr. L’Iris blanc) – czterdziesty tom serii komiksowej Asteriks, stworzony przez Fabrice'a Caro (scenariusz) i Didiera Conrada (rysunki). Jego premiera miała miejsce 26 października 2023 r.
Polskie tłumaczenie (autorstwa Marka Puszczewicza) opublikowano 27 października 2023 r.

## Fabuła
Legioniści z obozów otaczających wioskę Asteriksa tracą morale. By poprawić sytuację, Juliusz Cezar nakazuje szerzyć wśród żołnierzy trend pozytywnego myślenia, zwany Białym Irysem. Wkrótce przenika on także do wioski Galów; mieszkańcy szybko dzielą się na jego zwolenników i przeciwników.

## Nawiązania
Tulius Vicévertus, rzymski medyk i propagator Białego Irysa, jest inspirowany postaciami francuskiego filozofa Bernarda-Henri Lévy'ego, francuskiego polityka Dominique'a de Villepin i brazylijskiego pisarza Paulo Coelho.